# Rolandas Jakštas
Rolandas Jakštas (Plungė, 28 settembre 1992) è un cestista lituano.